# Gimnasia
La gimnasia es una actividad física destinada al fortalecimiento y mantenimiento de una buena forma física a través de un conjunto de ejercicios establecidos. Algunas modalidades de gimnasia se practican como deporte de competición en el que se ejecutan secuencias reglamentadas de ejercicios que requieren equilibrio, fuerza, flexibilidad, agilidad, resistencia y control. El organismo mundial encargado de regular las disciplinas competitivas es la Federación Internacional de Gimnasia.
La forma más común de gimnasia competitiva es la gimnasia artística (GA), que consiste, para las mujeres (GA), en las pruebas de suelo, salto, barras asimétricas y viga; y para los hombres (GA), en las pruebas de suelo, salto, anillas, caballo con arzones, barras paralelas y barra horizontal.
El organismo que rige las competiciones de gimnasia en todo el mundo es la Fédération Internationale de Gymnastique (FIG). La FIG rige ocho deportes, entre ellos la gimnasia para todos, la gimnasia artística masculina y femenina, la gimnasia rítmica, el trampolín (incluido el minitrampolín doble), el tumbling, la acrobática, la aeróbica y el parkour.  Entre las disciplinas no reconocidas actualmente por la FIG se encuentran la gimnasia sobre ruedas, la gimnasia estética de grupo, el TeamGym y el Mallakhamba.
Al margen de las disciplinas deportivas, también se denomina gimnasia a la práctica personal e informal de ejercicios orientados a la mejora de la forma física, de manera similar al fitness.
Los participantes en los distintos deportes relacionados con la gimnasia incluyen niños pequeños, atletas de nivel recreativo y atletas de competición en todos los niveles de habilidad.

## Etimología
Gimnasia proviene del griego γυμναστική (gymnastiké), f. de γυμναστικός (gymnastikós), "aficionado a ejercicios atléticos", de γυμνασία (gymnasía), "ejercicio" derivado del  γυμνός (gymnós), "desnudo", porque los atletas entrenaban y competían desnudos.

## Historia

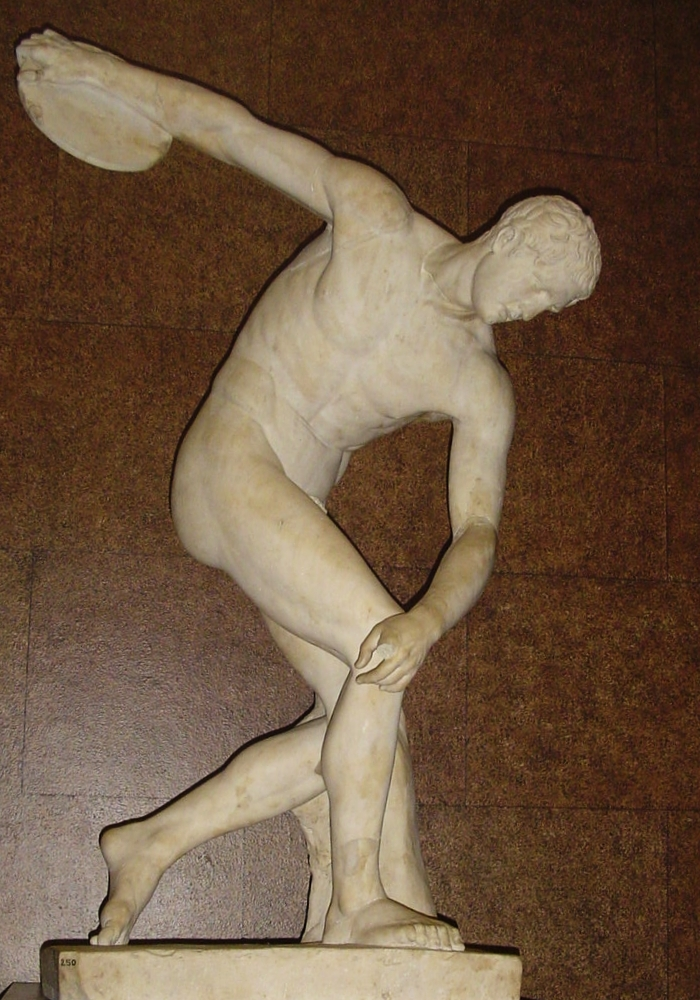
Lanzador de disco. Discobolo, copia romana de original griego de

Los orígenes de la gimnasia se remontan a los ejercicios de la antigua Grecia, en Esparta y Atenas. Ese ejercicio para la época fue documentado por Philostratus' en la obra Gimnasia. El ejercicio en el gymnasium en épocas posteriores preparaba a los hombres para la guerra. El término original para la práctica de la gimnasia procede del verbo griego relacionado γυμνάζω (gumnázō), que se traduce como "entrenar desnudo o desnuda" porque los jóvenes que se ejercitaban entrenaban sin ropa. En la antigua Grecia, la forma física era un atributo muy valorado tanto en hombres como en mujeres.No fue hasta después de que los romanos conquistaran Grecia en 146 a. C. cuando la gimnasia se formalizó y se utilizó para entrenar a los hombres en la guerra. Basándose en la afirmación de Filóstrato de que la gimnasia es una forma de sabiduría, comparable a la filosofía, la poesía, la música, la geometría y la astronomía, Atenas combinó este entrenamiento más físico con la educación de la mente. En la Palestra, un centro de entrenamiento de educación física, la disciplina de educar el cuerpo y educar la mente se combinaban permitiendo una forma de gimnasia más estética e individual que dejaba atrás la forma centrada en el rigor, la disciplina, el énfasis en batir récords y el enfoque en la fuerza. 
Los romanos de la República se dedicaron con entusiasmo a la marcha, la equitación y otros ejercicios gimnásticos. No pocas veces, después de un ejercicio violento se arrojaban al Tíber, como los espartanos al Eurotas. Plutarco refiere que Julio César consiguió curarse de una neuralgia haciendo que un esclavo amasara sus músculos. Con todo, los romanos no practicaron nunca la verdadera Gimnasia, la de Atletas. Solo tomaron de Grecia los ejercicios en los circos, adaptando a su carácter cruel los ejercicios griegos y transformando así en combates de gladiadores los juegos de los atletas griegos.
Don Francisco Amorós y Ondeano, nació el 19 de febrero de 1770 en Valencia y murió el 8 de agosto de 1848 en París. Fue coronel español y el primero en introducir la gimnasia educativa en Francia. El alemán Friedrich Ludwig Jahn inició el movimiento alemán de gimnasia en 1811, que condujo a la invención de las barras paralelas, anillas, barra alta, el caballo con arzones y el caballo de bóveda.
Los alemanes Charles Beck y Charles Follen y el estadounidense John Neal llevaron la primera oleada de gimnasia a Estados Unidos en la década de 1820. Beck abrió el primer gimnasio de Estados Unidos en 1825 en la Round Hill School de Northampton, Massachusetts. Follen inauguró el primer gimnasio universitario y el primer gimnasio público de Estados Unidos en 1826 en el Harvard College y en Boston, Massachusetts, respectivamente.  Neal fue el primer estadounidense en abrir un gimnasio público en Estados Unidos en Portland, Maine, en 1827.  También documentó y promovió estos primeros esfuerzos en el American Journal of Education  y The Yankee', ayudando a establecer la rama americana del movimiento.

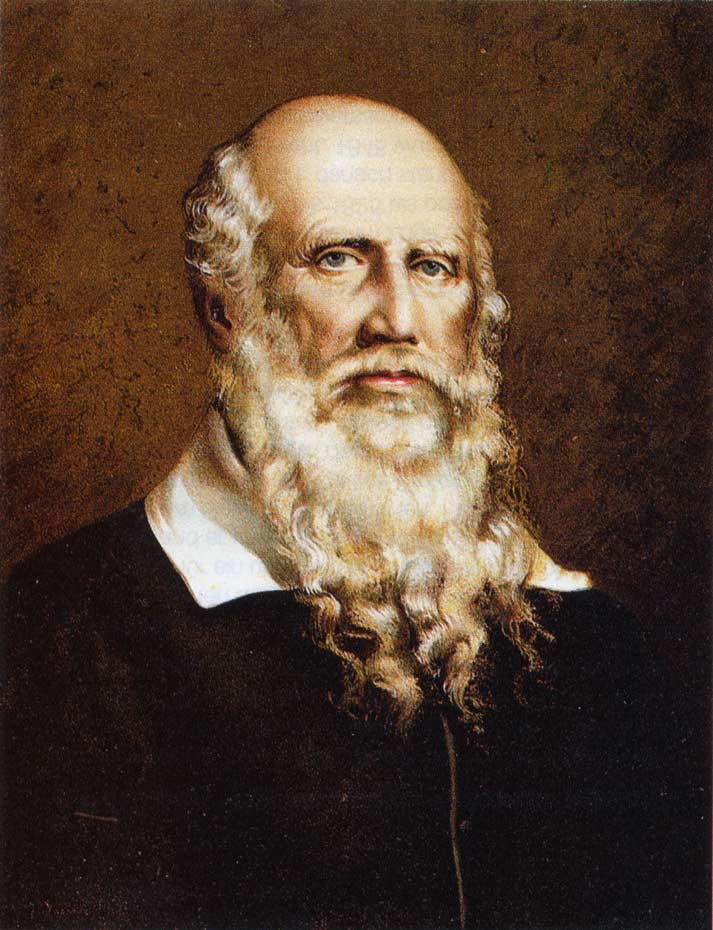
Friedrich Ludwig Jahn, el "padre de la gimnasia"

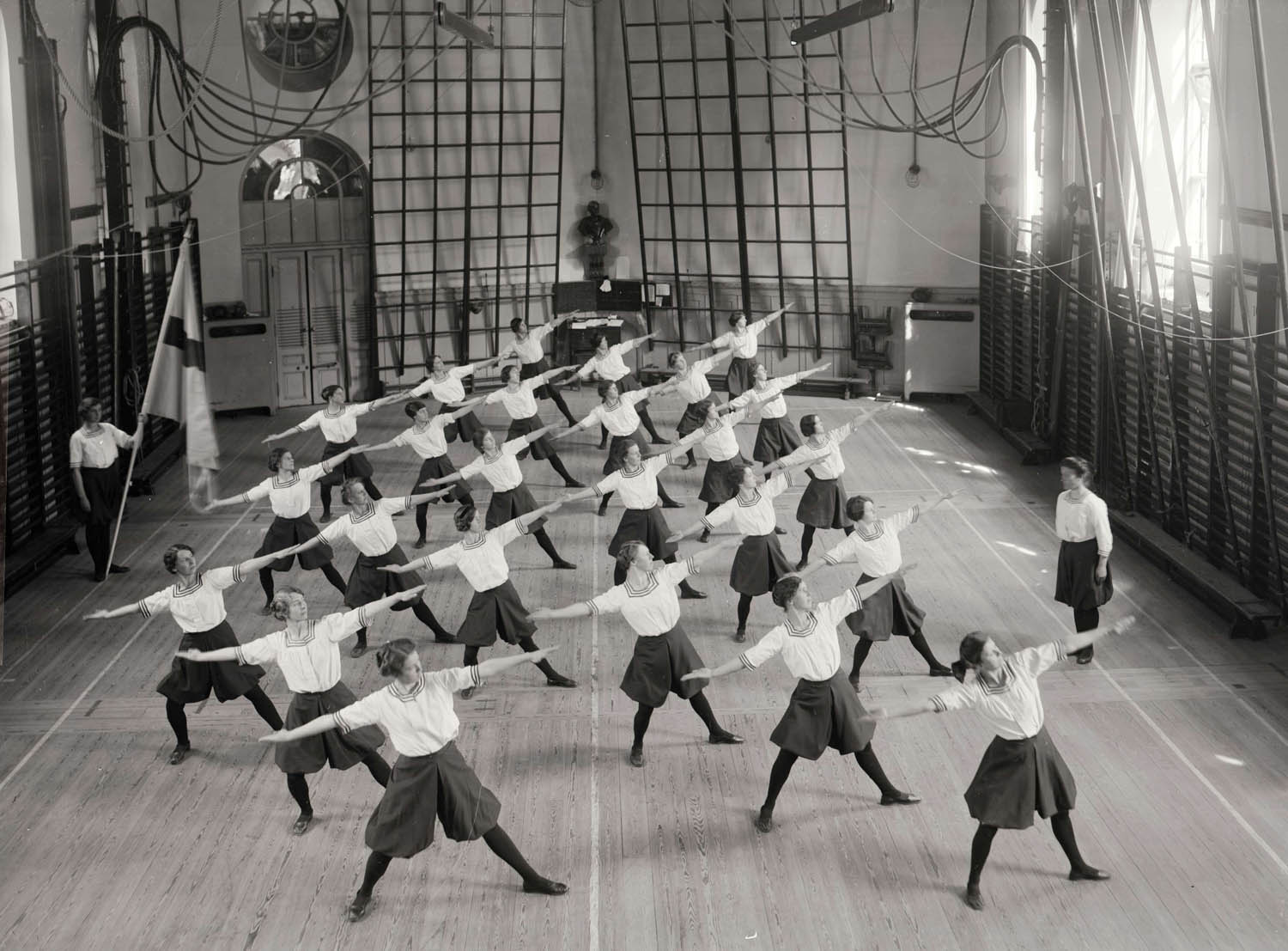
Gimnasia de principios del en Estocolmo, Suecia.

La Federación Internacional de Gimnasia (FIG) se fundó en Lieja en 1881. A finales del siglo XIX, la competición de gimnasia masculina era lo suficientemente popular como para ser incluida en los primeros Juegos Olímpicos modernos en 1896. Desde entonces y hasta principios de la década de 1950, tanto las competiciones nacionales como las internacionales incluían una variedad cambiante de ejercicios reunidos bajo la rúbrica gimnasia, que incluían, por ejemplo, calistenia sincronizada de suelo por equipos, trepa de cuerda, salto de altura, carrera y escalera horizontal. Durante la década de 1920, las mujeres organizaron y participaron en eventos de gimnasia. La primera competición olímpica femenina fue limitada y sólo incluyó calistenia sincronizada y atletismo. Estos juegos se celebraron en 1928 en Ámsterdam. En 1954, los aparatos y pruebas de los Juegos Olímpicos, tanto para hombres como para mujeres, se habían estandarizado en un formato moderno, y se habían acordado estructuras de clasificación uniformes (incluido un sistema de puntos del 1 al 15). En 1930, Mary Bagot Stack fundó en Londres la primera organización de masas de mujeres gimnastas del Reino Unido, la Liga Femenina de Salud y Belleza'. En esta época, las gimnastas de la Unión Soviética asombraron al mundo con actuaciones muy disciplinadas y difíciles, sentando un precedente que continúa. La televisión ha contribuido a dar a conocer e iniciar una era moderna de la gimnasia. En la actualidad, tanto la gimnasia masculina como la femenina despiertan un gran interés internacional, y en todos los continentes hay excelentes gimnastas. 
En 2006, se puso en marcha un nuevo sistema de puntuación para la gimnasia artística. La puntuación A (o puntuación D) es la puntuación de dificultad, que a partir de 2009 se basa en los 8 elementos con mayor puntuación de una rutina (excluyendo el salto). La puntuación B (o puntuación E), es la puntuación para la ejecución y se da por lo bien que se realizan las habilidades.

## Disciplinas
Como práctica reglada, la gimnasia moderna, regulada por la Federación Internacional de Gimnasia (FIG), se compone de seis disciplinas: artística, rítmica, trampolín, aeróbica, acrobática y gimnasia para todos. Las disciplinas de rítmica y artística son las más conocidas por formar parte de los Juegos Olímpicos de verano. La disciplina de gimnasia en trampolín forma parte de los Juegos Olímpicos desde Sídney 2000.

### Gimnasia artística
La gimnasia artística es una disciplina olímpica que consiste en la realización de una composición coreográfica, combinando de forma simultánea y a una alta velocidad movimientos corporales. Se compone de diferentes modalidades según las categorías masculina y femenina. Los aparatos empleados en categoría femenina son barras asimétricas, barra de equilibrio, suelo y salto de potro, mientras que en la categoría masculina son anillas, barra fija, caballo con arcos, barras paralelas, salto de potro y suelo.

### Gimnasia rítmica

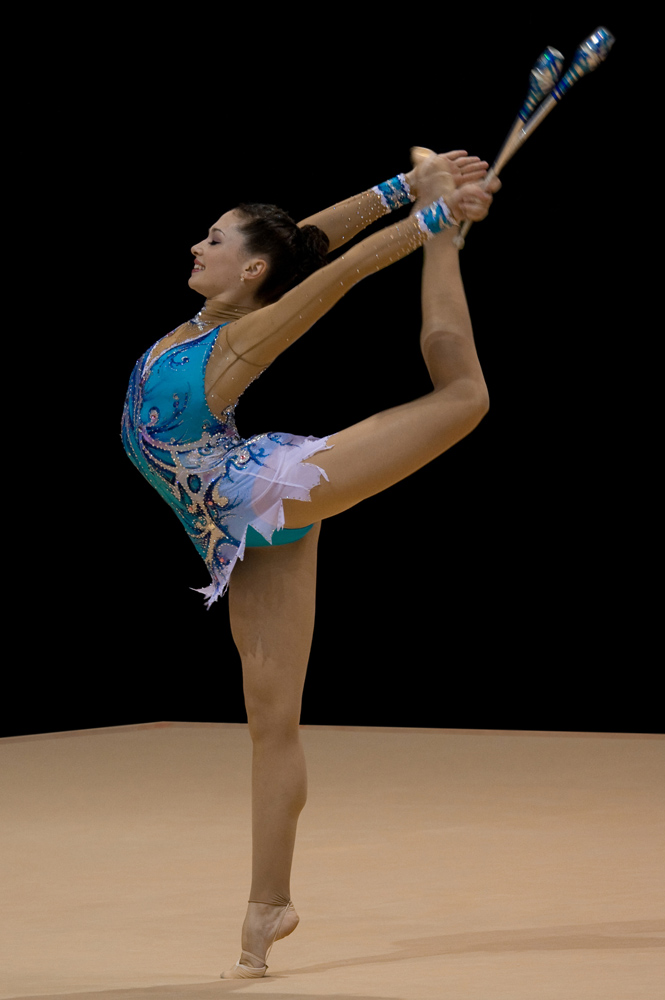
Irina Risenson durante la Final de la Copa del Mundo de Gimnasia Rítmica de 2008 en Benidorm, España.

La gimnasia rítmica es una disciplina olímpica en la que se combinan elementos de ballet, gimnasia, danza y el uso de diversos aparatos como la cuerda, el aro, la pelota, las masas y la cinta. En este deporte se realizan tanto competiciones como exhibiciones, en las que la gimnasta se acompaña de música para mantener un ritmo en sus movimientos. Se pueden distinguir dos modalidades: la individual y la de conjuntos. A la hora de puntuar se hace sobre un máximo de 20 puntos.

### Gimnasia en trampolín
La gimnasia en trampolín es una disciplina que consiste en realizar una serie de ejercicios ejecutados en varios aparatos elásticos, donde la acrobacia es la principal protagonista. Existen principalmente tres especialidades: tumbling, doble mini-trampolín y cama elástica, la última de ellas olímpica desde Sídney 2000.

### Gimnasia aeróbica
La gimnasia aeróbica, antes conocida como aeróbic deportivo, es una disciplina de la gimnasia en la que se ejecuta una rutina de entre un minuto y medio con movimientos de alta intensidad derivados del aeróbic tradicional además de una serie de elementos de dificultad. Esta rutina debe mostrar movimientos continuos, flexibilidad, fuerza y una perfecta ejecución en los elementos de dificultad.

### Gimnasia acrobática
La gimnasia acrobática, también conocida como acrosport, es una disciplina de grupo en la que existen las modalidades de pareja masculina, pareja femenina, pareja mixta, trío femenino y cuarteto masculino. Se realizan manifestaciones gimnásticas colectivas donde el cuerpo actúa como aparato motor, de apoyo e impulsor de otros cuerpos realizando saltos, figuras y pirámides humanas.

### Gimnasia para todos o general
La gimnasia para todos, (también conocida como gimnasia general) es la única disciplina no competitiva de gimnasia aceptada por la FIG. En ella participa gente de todas las edades, en grupos desde 6 hasta 15 gimnastas que ejecutan o hacen coreografías de manera sincronizada. Los grupos pueden ser de un solo sexo o cualquier tipo de sexo (mixto). La gimnasia general se divide en tres categorías:
Grupos blancos, azules y rojos. El grupo blanco es la categoría más elemental, el grupo azul es el intermedio y el grupo rojo es el más avanzado. Cada uno de estos tiene ciertas reglas que cumplir sobre la base de elementos gimnásticos que debe realizar. Es característico de la gimnasia general el uso de uniformes y accesorios para caracterizar un tema y así realizar una coreografía ligada con elementos gimnásticos que son aptos para cualquier edad y nivel gimnástico. La gran ventaja que maneja esta disciplina es que puede incluir actividades dinámicas y ejercicios de la gimnasia artística, rítmica, aeróbica, acrobática, de trampolín y baile en una sola.

## Disciplinas competitivas no reconocidas
Algunas disciplinas competitivas no reconocidas por la FIG son:
- Gimnasia estética
- Gimnasia rítmica masculina
- TeamGym
- Gimnasia con rueda alemana

## Otros tipos de gimnasia
Algunos tipos de gimnasia no competitivos que no son reconocidos por la FIG son:
- Aeróbic
- Fitness
- Gimnasia sueca
- Gimnasia terapéutica
- Gimnasia correctiva
- Calistenia
- Body combat
- Zumba
- CrossFit
- BodyPump
- Gimnasia militar